# Делилова скала
Делилова скала (°D) је температурна скала коју је 1732. године осмислио француски астроном Жозеф-Никола Делил (1688 – 1768). Слична је Реомировој скали. Делил је био аутор дела Mémoires pour servir à l'histoire et aux progrès de l'Astronomie, de la Géographie et de la Physique (1738).
Делила је у Русију позвао Петар Велики. Године 1732, Делил је направио термометар који је користио живу као радни флуид. Делил је одабрао своју скалу користећи температуру кључале воде као фиксну нулту тачку и мерио је повлачење живе (са нижим температурама) у стохиљадитим деловима. Целзијусова скала је, слично Делиловој, првобитно ишла од нуле за тачку кључања воде до 100 за мржњење воде. Ово је обрнуто после Целзијусове смрти, делом на иницијативу Данијела Екстрема, произвођача већине термометара који су користили Целзијусову скалу.
Делилови термометри су обично имали 2400 подељака, што је одговарало зими у Санкт Петербургу. Године 1738, Јосијас Вајтбрехт је рекалибрисао Делилов термометар, где је 0 степени била тачка кључања, а 150 степени тачка мржњења воде. Делилов термометар је остао у употреби скоро 100 година у Русији.